# Amt Nennhausen
La comunità amministrativa di Nennhausen (Amt Nennhausen) si trova nel circondario della Havelland nel Brandeburgo, in Germania.

## Società

### Evoluzione demografica
- Sviluppo della popolazione dal 1875 entro gli attuali confini (Linea Blu: Popolazione; Linea puntata: Confronto dello sviluppo della popolazione dello stato del Brandenburgo; Sfondo grigio: Ai tempi del governo nazista; Sfondo rosso: Al tempo del governo comunista)
- Sviluppo recente della popolazione (Linea blu) e previsioni

| Anno | Abitanti |
| ---- | -------- |
| 1875 | 6 338    |
| 1890 | 6 379    |
| 1910 | 6 319    |
| 1925 | 6 963    |
| 1939 | 6 272    |
| 1950 | 9 325    |
| 1964 | 6 674    |

| Anno | Abitanti |
| ---- | -------- |
| 1971 | 6 459    |
| 1981 | 5 483    |
| 1985 | 5 411    |
| 1990 | 5 182    |
| 1995 | 4 944    |
| 2000 | 5 040    |
| 2005 | 4 973    |

| Anno | Abitanti |
| ---- | -------- |
| 2010 | 4 767    |
| 2015 | 4 632    |
| 2016 | 4 663    |
| 2017 | 4 598    |
| 2018 | 4 626    |
| 2019 | 4 575    |
| 2020 | 4 573    |

Fonti dei dati sono nel dettaglio nelle Wikimedia Commons..

## Suddivisione
Comprende 4 comuni:
- Kotzen
- Märkisch Luch
- Nennhausen
- Stechow-Ferchesar

Capoluogo e centro maggiore è Nennhausen.